# 덩컨 홀데인
프레더릭 덩컨 마이클 홀데인(영어: Frederick Duncan Michael Haldane, FRS, 1951년 9월 14일 ~ )은 영국의 물리학자로 프린스턴 대학교의 유진 히긴스 물리학 교수이자,  페리미터 이론 물리학 연구소의 석좌 연구 학과장이다.(Distinguished Visiting Research Chair) 2016년 데이비드 사울리스, 마이클 코스털리츠와 함께 노벨 물리학상을 수상하였다.

## 교육
런던 St Paul's School과 캠브리지 크라이스트 칼리지에서 교육을 받았다.

## 연구
응집물질물리학에서의 광범위한 기초적인 기여로 알려져있다. 루틴저 액체 이론과 일차원적 스핀 사슬, 분수 양자 홀 현상과 entanglement spectra, exclusion statistics 등의 수많은 연구에 기여를 했다.
2011년 6월 현재 "unimodular"를 통해 "혼성 보손"의 "shape"을 도입하는 분수 양자 홀 현상의 새로운 기하학적 설명을 연구중에 있다.  (determinant 1) spatial metric-tensor field as the fundmamental collective degree of freedom of FQHE states. This new "Chern-Simons + quantum geometry" description is a replacement for the "Chern-Simons + Ginzburg-Landau" paradigm introduced c.1990. Unlike its predecessor, it provides a description of the FQHE collective mode that agrees with the Girvin-Macdonald-Platzman "single-mode approximation".

## 수상과 영예
1996년, 런던의 왕립 학회 회원이 되었으며,
1992년 미국 예술 과학 아카데미의 회원이 되었다. 또한 미국 물리학회의 회원이자, 영국 Institute of Physics의 회원이며, American Association for the Advancement of Science의 회원이다.
1993년 미국 물리학회의 올리버 E.버클리 상을 수상하였으며, 앨프리드 P. 슬론 재단의 1984년 ~ 1988년 회원이였다. 2008년 Lorentz Chair이었으며, 디랙 메달(2012), Doctor Honoris Causae of the Université de Cergy-Pontoise (2015) 그리고 노벨 물리학상(2016)등을 수상하였다.

## 같이 보기
- 양자 스핀홀 효과